# Newstead (Regno Unito)
Newstead è un villaggio degli Scottish Borders, appena ad est di Melrose, la Trimontium di epoca romana.
Si è pensato che fosse il più antico insediamento abitato in modo continuo in Scozia come attesterebbero edifici abitati in epoca romana e anche dopo il loro ritiro a sud, senza dimenticare che la presenza di una popolazione è attestata dal 650 d.C. ai giorni nostri. Nel 1905 in questo sito fu scoperto un raro elmo romano. Gli scalpellini, gli architetti e gli altri artigiani che costruirono l'abbazia di Melrose erano di questa zona. Si trova nella valle del fiume Tweed, in un punto di passaggio lungo la romana Dere Street. Newstead rivestì una grande importanza strategica nel corso della storia. Ciò è principalmente dovuto alla sua vicinanza con la Eildon Hill. Quest'area era precedentemente abitata dal popoli dei Selgovi.